# NASCAR-SuperTruck-Series-Saison 1995
Die NASCAR-SuperTruck-Series-Saison 1995 begann am 5. Februar 1995 mit dem Copper World Classic auf dem Phoenix International Raceway und endete am 28. Oktober 1995 mit dem GM Goodwrench/Delco Battery 200 auf dem Phoenix International Raceway. Es war die erste jemals ausgetragene Saison der NASCAR Craftsman Truck Series. Mike Skinner gewann die Fahrer-Meisterschaft und Butch Miller wurde zum Most Popular Driver (Beliebtester Fahrer) gewählt.

## Rennen

### Kurzübersicht
| Datum         | Rennstrecke                           | Rennen                             | Pole-Position    | Sieger           |
| ------------- | ------------------------------------- | ---------------------------------- | ---------------- | ---------------- |
| 5. Februar    | Phoenix International Raceway         | Copper World Classic               | Ron Hornaday Jr. | Mike Skinner     |
| 8. April      | Tucson Raceway Park                   | Racing Champions 200               | Mike Skinner     | Ron Hornaday Jr. |
| 15. April     | Saugus Speedway                       | Scott Irvan Chevy 200              | Mike Skinner     | Ken Schrader     |
| 22. April     | Mesa Marin Raceway                    | Ford Credit 125                    | Mike Skinner     | Ron Hornaday Jr. |
| 5. Mai        | Portland Speedway                     | Maxx Race Cards 200                | Mike Skinner     | Mike Skinner     |
| 13. Mai       | Evergreen Speedway                    | Jerr Dan/Nelson 150                | Steve Portenga   | Ron Hornaday Jr. |
| 27. Mai       | I-70 Speedway                         | Western Auto 200                   | Ron Hornaday Jr. | Mike Skinner     |
| 3. Juni       | Louisville Motor Speedway             | Ford Credit 200                    | Jack Sprague     | Mike Skinner     |
| 23. Juni      | Bristol Motor Speedway                | Pizza Plus 150                     | Sammy Swindell   | Joe Ruttman      |
| 1. Juli       | Milwaukee Mile                        | Sears Auto Center 125              | Mike Skinner     | Mike Skinner     |
| 15. Juli      | Colorado National Speedway            | Total Petroleum 200                | Ron Hornaday Jr. | Butch Miller     |
| 29. Juli      | Heartland Park Topeka                 | Heartland Tailgate 175             | Ron Hornaday Jr. | Ron Hornaday Jr. |
| 3. August     | O’Reilly Raceway Park at Indianapolis | Action Packed Racing Cards 150     | Mike Skinner     | Mike Skinner     |
| 19. August    | Flemington Speedway                   | Stevens Bell/Genuine Car Parts 150 | Joe Ruttman      | Ron Hornaday Jr. |
| 7. September  | Richmond International Raceway        | Fas Mart Supertruck Shootout       | Terry Labonte    | Terry Labonte    |
| 25. September | Martinsville Speedway                 | Goody’s 500                        | Mike Skinner     | Joe Ruttman      |
| 30. September | North Wilkesboro Speedway             | Lowe’s 150                         | Mike Skinner     | Mike Bliss       |
| 7. Oktober    | Sears Point Raceway                   | Subway 100                         | Ron Hornaday Jr. | Ron Hornaday Jr. |
| 15. September | Mesa Marin Raceway                    | Spears Manufacturing 200           | Bill Sedgwick    | Mike Skinner     |
| 28. Oktober   | Phoenix International Raceway         | GM Goodwrench/Delco Battery 200    | Jack Sprague     | Mike Skinner     |

### Copper World Classic
Das Copper World Classic fand am 5. Februar 1995 auf dem Phoenix International Raceway in Avondale statt. Es war das erste jemals ausgetragene Rennen der Craftsman Truck Series.
Top 10 Platzierungen
1. Mike Skinner
2. Terry Labonte
3. Ken Schrader
4. Joe Bessey
5. Geoff Bodine
6. Jack Sprague
7. Butch Miller
8. Joe Ruttman
9. Ron Hornaday Jr.
10. Johnny Benson

### Racing Champions 200
Das Racing Champions 200 fand am 8. April 1995 auf dem Tucson Raceway Park statt. Ron Hornaday junior gewann das Rennen. P. J. Jones, der Zweiter wurde, war zwischenzeitlich drei Runden zurück kämpfte sich im Laufe des Rennens nach vorne. Der spätere Champion Mike Skinner fiel aus. Es sollte sein einziger Ausfall der Saison bleiben. Im Rennen gab es zum ersten Mal in der Geschichte der NASCAR ein „Green-White-Checkered-Finish“, was heißt, dass es erstmals eine Rennverlängerung gab. Diese Regel gab es vor der Gründung der Craftsman Truck Series in keiner anderen Serie der NASCAR.
Top 10 Platzierungen
1. Ron Hornaday Jr.
2. P. J. Jones
3. Rick Carelli
4. Joe Ruttman
5. Jack Sprague
6. Scott Lagasse
7. Sammy Swindell
8. Bill Sedgwick
9. Butch Miller
10. Dave Rezendes

### Scott Irvan Chevy 200
Das Scott Irvan Chevy 200 fand am 15. April 1995 auf dem Saugus Speedway statt.
Top 10 Platzierungen
1. Ken Schrader
2. Geoff Bodine
3. Bill Sedgwick
4. Butch Miller
5. Mike Skinner
6. Ron Hornaday Jr.
7. Butch Gilliland
8. Tobey Butler
9. Rick Carelli
10. Bob Strait

### Ford Credit 125
Das Ford Credit 125 fand am 22. April 1995 auf dem Mesa Marin Raceway statt.
Top 10 Platzierungen
1. Ron Hornaday Jr.
2. Bill Sedgwick
3. Mike Bliss
4. Mike Skinner
5. Butch Miller
6. Jack Sprague
7. Bob Keselowski
8. Joe Ruttman
9. Scott Lagasse
10. Sammy Swindell

### Maxx Race Cards 200
Das Maxx Race Cards 200 fand am 5. Mai 1995 auf dem Portland Speedway statt.
Top 10 Platzierungen
1. Mike Skinner
2. Joe Ruttman
3. Butch Miller
4. Tobey Butler
5. Mike Bliss
6. Geoff Bodine
7. Bill Sedgwick
8. Rick Carelli
9. Ron Hornaday Jr.
10. Jack Sprague

### Jerr Dan/Nelson 150
Das Jerr Dan/Nelson 150 fand am 13. Mai 1995 auf dem Evergreen Speedway statt.
Top 10 Platzierungen
1. Ron Hornaday Jr.
2. Joe Ruttman
3. Butch Miller
4. Mike Skinner
5. Mike Bliss
6. P. J. Jones
7. Dave Rezendes
8. Rick Carelli
9. Ron Esau
10. Gary Collins

### Western Auto 200
Das Western Auto 200 fand am 27. Mai 1995 auf dem I-70 Speedway statt.
Top 10 Platzierungen
1. Mike Skinner
2. Dave Rezendes
3. Butch Miller
4. Joe Ruttman
5. Steve Portenga
6. Rick Carelli
7. Jack Sprague
8. Bill Sedgwick
9. Bob Strait
10. Bob Keselowski

### Ford Credit 200
Das Ford Credit 200 fand am 3. Juni 1995 auf dem Louisville Motor Speedway statt.
Top 10 Platzierungen
1. Mike Skinner
2. Joe Ruttman
3. Butch Miller
4. Tobey Butler
5. Rick Carelli
6. Steve Portenga
7. Mike Bliss
8. Bob Strait
9. Jack Sprague
10. Randy Churchill

### Pizza Plus 150
Das Pizza Plus 150 fand am 23. Juni 1995 auf dem Bristol Motor Speedway statt.
Top 10 Platzierungen
1. Joe Ruttman
2. Geoff Bodine
3. Butch Miller
4. Sammy Swindell
5. Bill Sedgwick
6. Jack Sprague
7. Bob Strait
8. Scott Lagasse
9. Ron Hornaday Jr.
10. Bob Keselowski

### Sears Auto Center 125
Das Sears Auto Center 125 fand am 1. Juli 1995 auf der Milwaukee Mile statt.
Top 10 Platzierungen
1. Mike Skinner
2. Dennis Setzer
3. Ron Hornaday Jr.
4. Rick Carelli
5. Bill Sedgwick
6. Joe Ruttman
7. Johnny Benson
8. Dave Rezendes
9. Jack Sprague
10. Rodney Combs

### Total Petroleum 200
Das Total Petroleum 200 fand am 15. Juli 1995 auf dem Colorado National Speedway statt.
Top 10 Platzierungen
1. Butch Miller
2. Mike Skinner
3. Ron Hornaday Jr.
4. Bill Sedgwick
5. Dave Rezendes
6. Joe Ruttman
7. Rick Carelli
8. Jack Sprague
9. Steve Portenga
10. Walker Evans

### Heartland Tailgate 175
Das Heartland Tailgate 175 fand am 29. Juli 1995 im Heartland Park Topeka statt.
Top 10 Platzierungen
1. Ron Hornaday Jr.
2. Joe Ruttman
3. Terry Labonte
4. Todd Bodine
5. Mike Skinner
6. Darrell Waltrip
7. Jack Sprague
8. Butch Miller
9. Mike Bliss
10. Tommy Archer

### Action Packed Racing Cards 150
Das Action Packed Racing Cards 150 fand am 3. August 1995 im O’Reilly Raceway Park at Indianapolis statt.
Top 10 Platzierungen
1. Mike Skinner
2. Johnny Benson
3. Rick Carelli
4. Rodney Combs
5. Scott Lagasse
6. Joe Ruttman
7. Mike Bliss
8. John Nemechek
9. Bob Strait
10. Dennis Setzer

### Stevens Bell/Genuine Car Parts 150
Das Stevens Bell/Genuine Car Parts 150 fand am 19. August 1995 auf dem Flemington Speedway statt.
Top 10 Platzierungen
1. Ron Hornaday Jr.
2. Rick Carelli
3. Mike Skinner
4. Jack Sprague
5. Bill Sedgwick
6. Mike Bliss
7. Joe Ruttman
8. Tobey Butler
9. Dave Rezendes
10. Sammy Swindell

### Fas Mart Supertruck Shootout
Das Fas Mart Supertruck Shootout fand am 7. September 1995 auf dem Richmond International Raceway statt.
Top 10 Platzierungen
1. Terry Labonte
2. Geoff Bodine
3. Mike Skinner
4. Joe Ruttman
5. Ken Schrader
6. Todd Bodine
7. Derrike Cope
8. Darrell Waltrip
9. Mike Bliss
10. Jack Sprague

### Goody’s 150
Das Goody’s 500 fand am 25. September 1995 auf dem Martinsville Speedway statt.
Top 10 Platzierungen
1. Joe Ruttman
2. Mike Skinner
3. Johnny Benson
4. Kenny Wallace
5. Hermie Sadler
6. Todd Bodine
7. Mike Bliss
8. Bill Sedgwick
9. John Nemechek
10. Bob Keselowski

### Lowe’s 150
Das Lowe’s 150 fand am 30. September 1995 auf dem North Wilkesboro Speedway statt.
Top 10 Platzierungen
1. Mike Bliss
2. Butch Miller
3. Geoff Bodine
4. Jack Sprague
5. Ron Hornaday Jr.
6. Joe Ruttman
7. Todd Bodine
8. Kenny Wallace
9. Scott Lagasse
10. Mike Skinner

### Subway 100
Das Subway 100 fand am 7. Oktober 1995 auf dem Sears Point Raceway statt.
Top 10 Platzierungen
1. Ron Hornaday Jr.
2. Wally Dallenbach jr.
3. Mike Skinner
4. Scott Lagasse
5. Tobey Butler
6. Bill Sedgwick
7. Butch Miller
8. Mike Bliss
9. Dave Rezendes
10. Sammy Swindell

### Spears Manufacturing 200
Das Spears Manufacturing 200 fand am 15. Oktober 1995 auf dem Mesa Marin Raceway statt.
Top 10 Platzierungen
1. Mike Skinner
2. Mike Bliss
3. Ernie Irvan
4. Jack Sprague
5. Joe Ruttman
6. Butch Miller
7. Scott Lagasse
8. Todd Bodine
9. Bill Sedgwick
10. Johnny Benson

### GM Goodwrench/Delco Battery 200
Das GM Goodwrench/Delco Battery 200 fand am 28. Oktober 1995 auf dem Phoenix International Raceway. Es war das letzte Rennen der Saison 1995. Jack Sprague startete von der Pole-Position. Mike Skinner gewann das Rennen und die Meisterschaft
Top 10 Platzierungen
1. Mike Skinner
2. Ernie Irvan
3. Geoff Bodine
4. Ted Musgrave
5. Ron Hornaday Jr.
6. Jack Sprague
7. Dave Marcis
8. Joe Ruttman
9. David Green
10. Bill Sedgwick

## Fahrergesamtwertung am Saisonende (Top 50)
1. Mike Skinner – 3224
2. Joe Ruttman – 3098
3. Ron Hornaday Jr. – 2986
4. Butch Miller – 2812
5. Jack Sprague – 2740
6. Rick Carelli – 2683
7. Bill Sedgwick – 2681
8. Mike Bliss – 2636
9. Scott Lagasse – 2470
10. Tobey Butler – 2358
11. Bob Strait – 2182
12. Sammy Swindell – 2109
13. Steve Portenga – 2048
14. Walker Evans – 1744
15. Bob Keselowski – 1742
16. John Nemechek – 1674
17. P. J. Jones – 1519
18. Jerry Glanville – 1482
19. Dave Rezendes – 1453
20. Geoff Bodine – 1436
21. T.J. Clark – 1235
22. Kerry Teague – 1221
23. John Kinder – 1183
24. Bob Brevak – 1182
25. Mike Hurlbert – 1146
26. Johnny Benson – 1049
27. Kenny Allen – 992
28. Dennis Setzer – 850
29. Ken Schrader – 828
30. Mike Chase – 767
31. Michael Dokken – 753
32. Todd Bodine – 748
33. Jerry Churchill – 715
34. Rodney Combs – 660
35. Steve McEachern – 613
36. Ray Daniels – 543
37. Terry Labonte – 515
38. Wayne Jacks – 506
39. Butch Gilliland – 501
40. Troy Beebe – 491
41. Darrell Waltrip – 450
42. Gary Collins – 440
43. Ron Esau – 427
44. Kenny Wallace – 420
45. Ernie Irvan – 408
46. Roger Mears – 382
47. Randy Churchill – 370
48. Frank Davis – 368
49. Pancho Carter – 349
50. Tommy Archer – 325